# Каньоли, Антонио
Антонио Каньоли (итал. Antonio Cagnoli, неправильно Andrea Cagnoli; 29 сентября 1743 — 6 августа 1816) — итальянский астроном.
Был профессором в Модене. Известен звёздным каталогом: «Catalogue de 501 étoiles, suivi des tables d’aberration et de nutation» (Модена, 1807). Его «Trigonometria plana e sferica» (1786) выдержала несколько изданий и переводов, и ещё долгое время была самым полным руководством по тригонометрии.